# 1019

1019(천십구)는 1018보다 크고 1020보다 작은 자연수다.

## 수학
- 171번째 소수(素數)다. 앞의 소수는 1013, 다음 소수는 쌍둥이 소수인 1021이다.
  - 39번째 소피 제르맹 소수로, {\displaystyle 1019\times 2+1}의 값인 2039도 소수(안전 소수)다. 앞의 소피 제르맹 소수는 1013, 다음은 1031이다.
  - 26번째 안전 소수(↔ 509)다. 앞의 안전 소수는 983, 다음은 1187이다.
- {\displaystyle 1019=3^{2}+7^{2}+31^{2}}
  - 서로 다른 세 소수의 제곱합으로 나타낼 수 있는 13번째 소수다. 이 성질을 지닌 앞의 수는 971, 다음 수는 1091이다. (OEIS의 수열 A182479)

## 과학
- NGC 1019(영어판): 고래자리 방향에 있는 막대나선은하.
- 1019 스트라케아(영어판): 소행성.

## 교통
- 1019번 지방도 (폐지): 대한민국의 과거 지방도. 기장읍 일대가 부산광역시에 편입되면서 폐지되었다.
- 1019번 홋카이도도(일본어판): 1994년 10월 1일부로 일반현도에서 주요 지방도로 재분류되어, 노선번호가 122번으로 개번되었다.

## 군사
- U-1019(영어판): 제2차 세계 대전에 사용된 나치 독일의 군용 잠수함.

## 문화유산
- 대한민국의 보물 제1019호: 광산김씨 예안파 종가 전적

## 작품
- 《1019》: 대만의 가수 채의림의 데뷔 음반. (1999년 9월 10일 출시)

## 기타
- 날짜: 10월 19일
- 연도: 1019년, 기원전 1019년

## 같이 보기
- 1000